# Emma-Louise Schimpf
Emma-Louise Schimpf (* 12. September 2006) ist eine deutsche Kinderdarstellerin. 
Bereits als Vier- und Fünfjährige machte sie Werbung für das Maggi-Kochstudio. 2019 spielte sie die Rolle der Gaby im Film TKKG. Sie lebt in Gießen.

## Filmografie
- 2019: TKKG